# Cayara
Cayara ist eine Ortschaft im Departamento Potosí im Hochland des südamerikanischen Andenstaates in Bolivien.

## Lage im Nahraum
Cayara liegt in der Provinz Tomás Frías und ist der größte Ort im Cantón Santa Lucía und der zweitgrößte im Municipio Yocalla. Die Ortschaft liegt auf einer Höhe von 3540 m an einem Nebenfluss des Río Pilcomayo, dem längsten westlichen Nebenfluss des Río Paraguay.

## Geographie
Cayara liegt am Ostrand des bolivianischen Altiplano westlich der Anden-Gebirgskette der Cordillera Central.
Die mittlere Jahrestemperatur der Region liegt bei etwa 11 °C (siehe Klimadiagramm Potosí), der Jahresniederschlag beträgt etwa 350 mm. Die Region weist ein ausgeprägtes Tageszeitenklima auf, die Monatsdurchschnittstemperaturen schwanken nur unwesentlich zwischen 8 °C im Juni/Juli und 13 °C von November bis März. Die Monatsniederschläge liegen zwischen unter 10 mm in den Monaten Mai bis September und knapp 80 mm im Januar und Februar.

## Verkehrsnetz
Cayara liegt in einer Entfernung von 24 Straßenkilometern nordwestlich von Potosí, der Hauptstadt des gleichnamigen Departamentos.
Von Potosí aus führt die Nationalstraße Ruta 1 in nördlicher Richtung nach Oruro, El Alto, der Nachbarstadt von La Paz und nach Desaguadero am Titicacasee. Bei Kilometer 14 von Potosí aus zweigt eine unbefestigte Straße nach links in westlicher Richtung ab und erreicht über Santa Lucía nach 10 Kilometern Cayara.

## Bevölkerung
Die Einwohnerzahl des Ortes ist in den vergangenen beiden Jahrzehnten leicht angestiegen:
| Jahr | Einwohner | Quelle       |
| ---- | --------- | ------------ |
| 1992 | 503       | Volkszählung |
| 2001 | 559       | Volkszählung |
| 2012 | 575       | Volkszählung |
| 2024 |           | Volkszählung |

Die Region weist einen deutlichen Anteil an Quechua-Bevölkerung auf, im Municipio Yocalla sprechen 94,5 Prozent der Bevölkerung Quechua.

## Hacienda Cayara

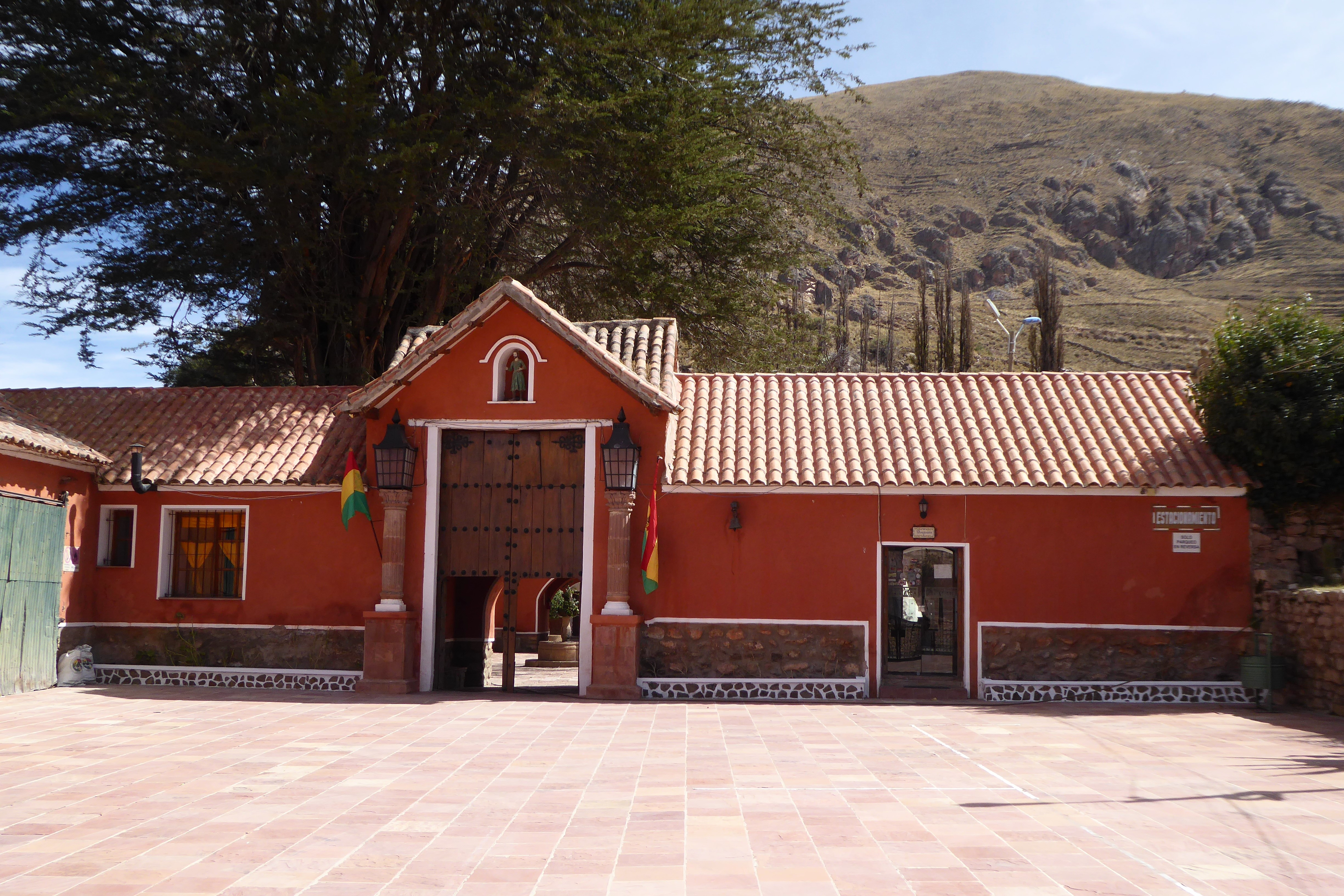
Eingang Hacienda Cayara (2024)

In Cayara liegt eine der ältesten Haziendas Südamerikas. Sie wurde 1557, nur wenige Jahre nach der Stadt Potosí von Don Juan de Pendones gegründet. Die Hazienda nahm eine wichtige Rolle in der Verwaltung und Politik der Zeit ein, da sie stets einer der bedeutendsten Familien Potosís gehörte.
Heute befindet sich in den Gebäuden der Hazienda ein Museum mit Ausstellungsstücken aus der Kolonialzeit (unter anderem der Säbel von Simón Bolívar) und ein Hotel. Außerdem wird Landwirtschaft betrieben.